# Peso corporeo (biologia)
Il peso corporeo rappresenta la massa di un organismo vivente come somma della massa di tessuti, organi e fluidi presenti. 
Il peso è un indicatore della salute dell'organismo. Quando il peso è al di sotto dei valori normali ciò può essere dovuto a malnutrizione, problemi di sviluppo o altre patologie.